# Костадін Коджабашев
Костадін Ташев Коджабашев (нар. 5 березня 1962, Смолян, Болгарія) — болгарський політик, дипломат. Надзвичайний і Повноважний Посол Республіки Болгарія в Україні (з 2018).

## Життєпис
Народився 5 березня 1962 року у місті Смолян. У 1989 році закінчив факультет міжнародних відносин Московського державного інституту міжнародних відносин. Королівську дипломатичну академію в Мадриді. Інститут міжнародних відносин Клінгелде, Гаага.. Володіє англійською, іспанською, російською, використовує італійську та французьку мови.
У 1989—2009 рр. — працював у структурі Міністерства закордонних справ Болгарії керівником відділу, заступником головного виконавчого директора управління Латинської Америки та Азії, Африки, Латинської Америки та Австралії; Директор управління з питань НАТО та Латинської Америки в дирекції Америки МЗС Болгарії. Також працював у закордонних місіях Болгарії помічником стажиста в Посольстві Болгарії в Лагосі, Нігерія; Третій/Другий секретар Посольства Болгарії в Хараре, Зімбабве; Перший секретар/радник Посольства Болгарії в Римі, Італія, заступник голови місії; Радник/Повноважний міністр, заступник Посла Посольства Болгарії в Мадриді, Іспанія.
У 2009—2012 рр. — Генеральний консул Республіки Болгарія у Валенсії, Іспанія.
У 2012—2016 рр. — Надзвичайний і Повноважний Посол республіки Болгарія у Королівстві Іспанія та Князівстві Андорра.
У 2016—2019 рр. — Генеральний директор Головного управління з питань двосторонніх відносин Міністерства закордонних справ Болгарії.
30 листопада 2018 року — призначений Надзвичайним і Повноважним Послом Республіки Болгарія в Україні.
19 березня 2019 року — розпочав роботу на посаді посла в Посольстві Республіки Болгарія в Україні.
16 травня 2019 року — вручив вірчі грамоти Президенту України Петрові Порошенко.
З 2023 року — Заступник Міністра закордонних справ Болгарії.